# Onorato Bonzani
Onorato Bonzani (Bergamo, 7 ottobre 1900 – Tortona, 11 aprile 1976) è stato un calciatore e allenatore di calcio italiano, di ruolo centrocampista.

## Biografia
Il suo vero cognome era Bonzanni, ma gli fu cambiato in Bonzani dall'Ufficiale dell'Anagrafe di Tortona, al suo arrivo da Torino, il quale tolse erroneamente la seconda "n" perché nel tortonese il cognome Bonzani è molto diffuso.

## Palmarès

### Giocatore

#### Club

##### Competizioni nazionali
- Prima Divisione: 1

Atalanta: 1927-1928
- Seconda Divisione: 2

Derthona: 1921-1922, 1923-1924